# Lista de episódios de Storm Hawks
Esta é uma Lista de Episódios da série de desenho animado Storm Hawks.

## Primeira Temporada
| Episódio | Título Original          | Título Traduzido            | Data de Exibição       |
| -------- | ------------------------ | --------------------------- | ---------------------- |
| 001      | Age of Heroes (Part 1)   | A era dos Heróis (Parte 1)  | 25 de maio de 2007     |
| 002      | Age of Heroes (Part 2)   | A era dos Heróis (Parte 2)  | 1 de junho de 2007     |
| 003      | Gale Force Winds         | Ventos da força do Vendaval | 8 de junho de 2007     |
| 004      | The Code                 | O Código                    | 15 de junho de 2007    |
| 005      | Tranquility Now          | Tranquilidade Agora         | 18 de junho de 2007    |
| 006      | Best Friends Forever     | Melhores Amigos pra Sempre  | 25 de junho de 2007    |
| 007      | The Corge Black          | A garganta negra            | 2 de julho de 2007     |
| 008      | Absolute Power           | Poder Absoluto              | 9 de julho de 2007     |
| 009      | Velocity                 | Velocidade                  | 16 de julho de 2007    |
| 010      | Fire and Ice             | Fogo e gelo                 | 23 de julho de 2007    |
| 011      | King For a Day           | Rei por um Dia              | 30 de julho de 2007    |
| 012      | Terra Deep               | Terra Deep                  | 13 de agosto de 2007   |
| 013      | Storm Warning            | Aviso de tempestade         | 20 de agosto de 2007   |
| 014      | A Little Trouble         | Um pequeno problema         | 1 de setembro de 2007  |
| 015      | Thunder Run              | Corrida do Trovão           | 15 de setembro de 2007 |
| 016      | Escape                   | Fuga                        | 22 de setembro de 2007 |
| 017      | Forbidden City           | Cidade Proibida             | 29 de setembro de 2007 |
| 018      | Leviathan                | Leviatã                     | 6 de outubro de 2007   |
| 019      | Infinnity                | Infinity                    | 7 de novembro de 2007  |
| 020      | Terra Neon               | Terra neon                  | 30 de novembro de 2007 |
| 021      | The Storm Hawks Seven    | Os 7 falcões da tempestade  | 3 de dezembro de 2007  |
| 022      | Talon Academy            | Academia Talon              | 4 de dezembro de 2007  |
| 023      | Siren's Song             | Canção da Sereia            | 5 de dezembro de 2007  |
| 024      | Calling All Domos        | Chamando todos os Domos     | 6 de dezembro de 2007  |
| 025      | The Lesson               | A Lição                     | 7 de dezembro de 2007  |
| 026      | Dude, Where's My Condor? | Cara, cadê meu condor?      | 10 de dezembro de 2007 |

## Segunda Temporada
| Episódio | Título Original         | Título Traduzido             | Data de Exibição |
| -------- | ----------------------- | ---------------------------- | ---------------- |
| 027      | The Masked Masher       | O Conquistador Camuflado     |                  |
| 028      | Atmos' Most Wanted      | O Atmos mais Desejado        |                  |
| 029      | Stratosphere            | Estratosfera                 |                  |
| 030      | The Last Stand          | A Última Estante             |                  |
| 031      | Life with Lugey         |                              |                  |
| 032      | What Got Into Finn?     | O que deu em Finn?           |                  |
| 033      | Royal Twist             | Curva Real                   |                  |
| 034      | Second Chances          | Segunda Chance               |                  |
| 035      | Radarr Love             | Amo você Radarr              |                  |
| 036      | Scout's Honour          | Palavra de Escoteiro         |                  |
| 037      | Sky's End               | Fim dos Cavaleiros Celestes  |                  |
| 038      | Five Days               | Cinco Dias                   |                  |
| 039      | Energy Crisis           | Crise Energética             |                  |
| 040      | Dark Waters             | Águas Escuras                |                  |
| 041      | Number One Fan          | Fã Número Um                 |                  |
| 042      | A Colonel of Truth      | Uma verdade do Coronel       |                  |
| 043      | Shipwrecked             | Naufragando                  |                  |
| 044      | Power Grab              | Conquistando Poder           |                  |
| 045      | Home Movie Night        | Noite de Cinema em Casa      |                  |
| 046      | Origins                 | Origens                      |                  |
| 047      | The Ultra Dudes         |                              |                  |
| 048      | A Wallop For All Season | Um Wallop para toda Estação  |                  |
| 049      | Payback                 |                              |                  |
| 050      | The Key                 | A chave                      |                  |
| 051      | Cyclonia Rising Part 1  | Indo para Ciclonia (Parte 1) |                  |
| 052      | Cyclonia Rising Part 2  | Indo para Ciclonia (Parte 2) |                  |